# اربوتيث
اربوتيث (Rvoutiyyeth) وتعني باللغة الأمازيغية الريفية البرميل هو نجع يقع شرق قرية ثقسفت ندهار
وقد سميت بهذا الاسم لأنه كان هنا في القديم برميل وضعوا فوقه قنطرة يمرون عليها
والبرميل يسمى بلغة المنطقة التي هي الأمازيغية الريفية اربوتيث
وحتى الآن بعدما عرفت المنطقة تطورا ما فإن البرميل وضعوه أيضا هنا ليمر الماء من تحته لكن هذه المرة برميل مصنوع من الإسمنت المسلح
وهذه التسمية لهذا المكان بالذات لا يعلمه الكثير من الجيل الحالي
هذا الاسم لا يعرفه سوى البعض من كبار السن الذين كانوا يمرون من هنا عندما كانت لا تزال اربوتيث أو البرميل موجودا هنا
ولحد الآن لا تزال هذه التسمية تطلق على هذا المكان عرفه من عرفه وجهله من جهله